# Gnamptogenys crenaticeps
Gnamptogenys crenaticeps é uma espécie de formiga do gênero Gnamptogenys.